# Sonate pour piano et violon de d'Indy
Pour les articles homonymes, voir Sonate pour violon et piano.
La Sonate pour violon et piano en ut majeur opus 59 est une sonate pour violon de Vincent d'Indy. Composée en 1903-04, elle fut créée le 3 février 1905 par le dédicataire le violoniste Armand Parent et le compositeur au piano dans un concert au cours duquel ont été donnés également le Deuxième quatuor et Le Poème des montagnes.

## Présentation de l'œuvre
1. Modéré (en ut majeur)
2. Scherzo - Animé (en la bémol majeur, trio en mi majeur)
3. Très lent (en mi majeur)
4. Finale - très animé (rondo-sonate, en ut majeur)